# نیژنی لوموف
شهر نیژنی لوموف (به روسی: Нижний Ломов) در کشور روسیه و در اوبلاست پنزا واقع شده‌است.